# Dunne Foxe Island
Dunne Foxe Island – niezamieszkana wyspa należąca do Archipelagu Arktycznego, znajdująca się w regionie Kivalliq, Nunavut, Kanada. Została nazwana przez angielskiego podróżnika Luke’a Foxe’a.